# IKAEF
IKAEF (anglicky International Kali Arnis Eskrima Federation) je organizace, snažící se o rozšíření filipínského bojového umění eskrima ve světě.
V roce 1993, během European Stickfighting Championship v Londýně, byla založena původně pouze evropská organizace EKAEF, reprezentována Anglií, Francií, Itálií, Německem, Švédskem, Dánskem a Finskem, ale po rozšíření mimo Evropu (USA, Kanada,…) byla v roce 2000 přejmenována na mezinárodní federaci IKAEF.
V čele IKAEF stojí prezident Johan Skalberg (Švédsko) a technický ředitel Jeff Espinous (Francie). Organizace sídlí v Göteborgu (Švédsko).

## Školy
- Austrálie
- Belgie
- Francie
- Francouzská Polynésie
- Chorvatsko
- Itálie
- Libanon
- Maroko
- Nizozemsko
- Norsko
- Portugalsko
- Rusko
- Řecko
- Spojené království
- USA[1]